# Doof
Doof, pseudonimo di Nick Barber (31 agosto 1968), è un disc jockey britannico, di genere psychedelic trance.
La prima pubblicazione ufficiale del londinese Doof fu del 1993 con NovaMute, l'etichetta dance pubblicata dalla Mute Records, un EP contenente 3 brani intitolato "Disposable Hymns to the Infinite".
Fu grazie a Novamute che conobbe Juno Reactor e Ben Watkins e fu presentato al produttore Youth (Killing Joke/Brilliant), Hallucinogen (Hallucinogen/Shpongle) e alla  Dragonfly Records. Dragonfly divenne un punto focale per la scena psy-trance scene che si andava formando a Londra nella metà degli anni novanta, con questa etichetta debuttano molti artisti trance tra cui Martin Freeland Man With No Name, Paul Jackson (Voodoo People) e Total Eclipse.
Doof andò avanti pubblicando "Double Dragons" come 12" con la Dragonfly nel 1994, e per produrre una serie di pezzi in collaborazione con Simon Posford, tra cui "Let's Turn On", "Born Again" e "Angelic Particles". Fu attraverso la sua amicizia con Simon Posford che Doof fu presentato a Raja Ram (Shpongle/The Infinity Project/Quintessence) che più tardi quello stesso anno fondò l'etichetta discografica trance T.I.P Records. Il pezzo di Doof "Let's Turn On" (co-prodotto con Simon Posford) divenne il secondo miglior 12" mai prodotto dalla T.I.P.
Esso fu seguito nel 1995 da un altro 12" per la T.I.P (Angelina/Weird Karma), l'EP "Born Again" su Matsuri e un altro 12" per la Dragonfly ("Youth of the Galaxy"). Nel 1995 uscirono anche numerosi remix di Doof, inclusi pezzi di Hallucinogen e The Infinity Project.OMG.
Nel 1996 esce il primo album di Doof Let's Turn On pubblicato con la T.I.P. Records e finì con il divenire una delle pietre miliari che definiscono il genere psy-trance sound. Fu in seguito ripubblicato nel 2000 dalla Twisted Records, che pubblicò anche il secondo album di Doof It's About Time nello stesso anno. Durante questo periodo  Doof viaggiò molto suonando live in tutto il mondo includendo numerose apparizioni in Europa, negli Stati Uniti in Sud Africa e in Giappone.
Nel 2001 assieme all'amico Celli Firmi (Earthling/Soundaholix) e al dj e promoter messicano Xavier Fux (Zulu Lounge) iniziò a collaborare al progetto psy-house Vatos Locos. Il primo album di Vatos (Welcome to the Barrio) fu pubblicato più tardi nel corso dello stesso anno dalla  Sony Music. Il secondo album (Attack and Release) uscì nel 2004 per la Dragonfly Records. Fu circa in questo periodo che Nick iniziò a perdere fiducia nella direzione musicale commerciale che la scena psy-trance stava prendendo, e iniziò ad esplorare altre strade per l'espressione musicale. Attualmente sta registrando in one half of downtempo elettronica un progetto Third Ear Audio con Celli Firmi, e come cantante ed autore sta lavorando alla sua prima collezione delle sue canzoni, come Nicholas Barber.
Nick non ha alcuna relazione con "DOOF", un leggendario laureato della University of Southern California.

## Discografia
- Disposable Hymns to the Infinite (12")  NovaMute 1993
- Double Dragons (12") Dragonfly Records 1994
- Let's Turn On (12") TIP Records 1994
- Angelina/Weird Karma (12") TIP Records 1995
- Born Again EP (12") Matsuri Productions 1995
- Youth of the Galaxy (12") Dragonfly Records 1995
- Let's Turn On (psytrance album) (TIP Records 1996)
- Mars Needs Women Remix/Destination Bom (12") TIP Records 1996
- It's About Time (Twisted Records 2000)
- Chemical Energy (2000) (from "Demeted" compilation on Twisted Records (same as Shpongle))
- High on mountain Kailash (2000) (TIP.WORLD)